# Sebastiaan Hooft
Sebastiaan Hooft (Haarlem, 13 augustus 1975) is een Nederlandse columnist, schrijver, diskjockey en staat bekend als mentor voor top-ondernemers.
In 2002 was hij een van de oprichters van het bedrijf Central Point, een internetwinkel die in Nederland en België computerproducten aanbiedt, met een vestiging in Amstelveen.
In 2010 verliet hij dit bedrijf om zich op het schrijven toe te leggen. Vanaf 2008 schreef hij een wekelijkse column voor de website Computable. Van 2015 tot 2016 schreef hij een twee-wekelijkse column voor de Nederlandse nieuwswebsite NU.nl.
In 2017 verscheen van zijn hand het boek APK voor ondernemers, dat in 2019 in het Engels verscheen onder de titel Redesign.
Daarnaast is Hooft sinds 2013 Entrepreneur in Residence bij Nyenrode Business Universiteit. en gaf hij in 2016 samen met Máxima Zorreguieta het startschot voor de stichting nlgroeit, waar hij sindsdien mentor is.
Hooft trad toe tot de stadsdeelcommissie van Amsterdam Zuid op 13 september 2023, als opvolger van Claudia van Zanten (VVD), en koos ervoor om met een eigen, onafhankelijke partij deel te nemen aan de commissie ondanks oorspronkelijk op de VVD-lijst te staan.

## Auteur

#### Vijf pijlers van duurzaam ondernemerschap
Gebaseerd op gesprekken met meer dan vijfhonderd ondernemers van over de hele wereld en op de analyse van zijn eigen crash kwam Hooft tot een systeem om een succesvol bedrijf te bouwen zonder er zelf aan onderdoor te gaan. Hij ontwikkelde de vijf pijlers als Entrepreneur in Residence bij het bijvak Entrepreneurship van Nyenrode Business Universiteit.

## DJ
Vanaf zijn 13e jaar spendeerde Hooft al zijn zakgeld aan de aanschaf van platen. Hij is een bekende house- en techno-dj in de Amsterdamse clubscene en draait over de hele wereld in clubs en op festivals. Hij was een resident van de beroemdste clubs van Amsterdam, waaronder ClubNL en Escape Amsterdam. Hij heeft nummers uitgebracht bij verschillende platenmaatschappijen, waaronder zijn eigen label Redesign Records. Zijn nummers zijn onder andere gedraaid door Avicii, Don Diablo, Martin Garrix en Zonderling. Hooft deelt zijn lessen met andere ondernemers.

## Ondernemer
Sebastiaan Hooft werd van 2002 tot en met 2010 rijk met webwinkel Central Point. In 2014 startte hij de sociale onderneming Amsterdam Coffee Roasters met voormalig Douwe Egberts CEO Michiel Herkemij als mede-investeerder. In een jaar hielp Hooft vijftien werklozen aan een baan, maar moest het bedrijf helaas stoppen. Het bedrijf was te groot geworden om er niet iedere dag zorg aan te besteden, maar te klein om er ook werkelijk geld mee te verdienen. Na de overname van een bedrijf in 2017 heeft hij in 2021 het bedrijf Redesign opgericht, waarmee hij ondernemers helpt om de basisprincipes zoals beschreven in zijn gelijknamige boek te implementeren. Hooft lanceerde een gelijknamig tijdschrift.

## Onderscheidingen
- 2007, 2008: Deloitte Technology Fast 50[19]
- 2007: FD Gazellen Awards 2007 - Snelst groeiende onderneming
- 2008, 2009: Port4Growth - High Growth Awards
- 2009: IDG Channel Xcellence - Best Internet Strategy
- 2009: Top 100 Jonge Miljonairs[20]
- 2016: Quote's heersende twitter-vrienden[21]
- 2017: Managementboek - Top 100[22]
- 2017: T-Mobile - Meest Spraakmakende Managementboek[23]
- 2020: Storytel - Auteur van de Maand[24]

## Managementboek Top 100
| Boeken met noteringen in de Managementboek Top 100 | Datum van verschijnen | Datum van binnenkomst | Hoogste positie | Aantal dagen | Opmerkingen |
| -------------------------------------------------- | --------------------- | --------------------- | --------------- | ------------ | ----------- |
| APK voor ondernemers                               | 2017                  | 03-06-2017            | 7               | 99           |             |

## Discografie

### Albums
- Modern Times (DJ Mix) (2024)

### Singles en ep's
- Warehouse (2025)
- Louder (2025)
- Transcendence (2024)
- Shadow (2024)
- Void (2024)
- High Society (2024)
- Vault (2024)
- Madrid (2024)
- Gentry (2023)
- Shelter (2023)
- Elite (2023)
- Les Boys / Les Girls (2023)
- Neurotransmitter (2023)
- Eternum (Sebastiaan Hooft Remix) (2024)
- Whoopee (Sebastiaan Hooft + Jonas Steur Remixes) (2024)
- Chrome (Sebastiaan Hooft Remix)
- Coming (2023)
- Lake (2023)
- Protection (2023)
- Dysnomia (2017)
- Super Me (2017)
- Mountain Pose (2017)
- Peak (2017)
- Analog (2017)
- Dance (2017)
- Money On The Table (met Jordan Ferrer) (2017)
- Kinetic (2025)
- Franky Wah - Sunrise To The Morning (Sebastiaan Hooft Private Edit)
- Gorge - We Start Again (Sebastiaan Hooft Private Edit) (2024)
- Tiësto, Montana & Storm - Bleckentrommel (Sebastiaan Hooft Bootleg) (2023)

- International Standard Name Identifier: 0000 0005 0333 8258
- Virtual International Authority File: 14150170449400010245